# Ford Scorpio
La Ford Scorpio è un'automobile di segmento E prodotta dalla casa automobilistica Ford nello stabilimento di Colonia in Germania dal 1985 al 1999 per rimpiazzare la Ford Granada, della quale mantenne anche il nome in alcuni mercati. Viene considerata l'ultima vera ammiraglia Ford, non essendo stata sostituita dal alcun modello della stessa categoria alla fine della sua produzione.

## Prima serie: 1985-1992

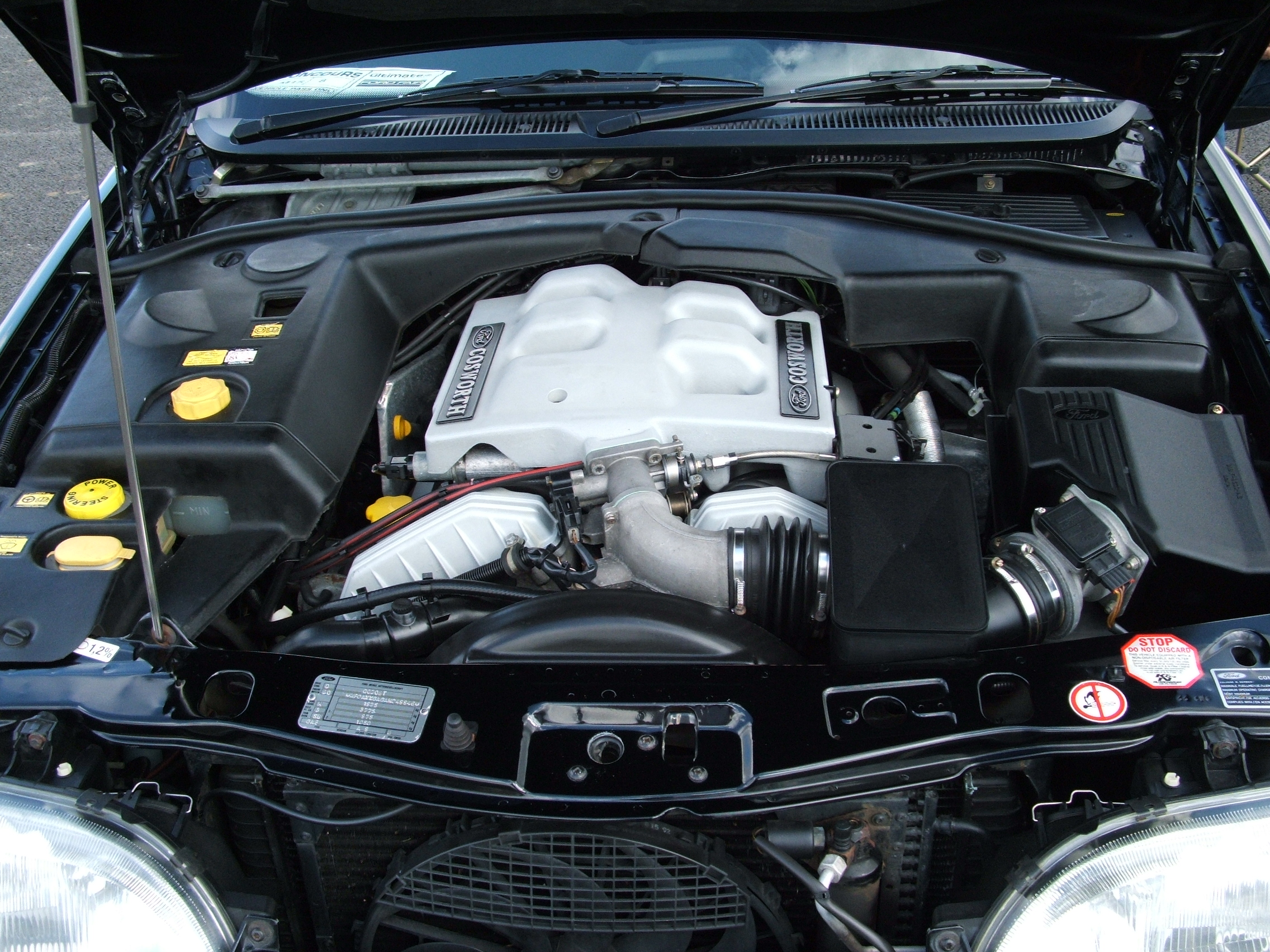
Motore Cosworth BOA V6

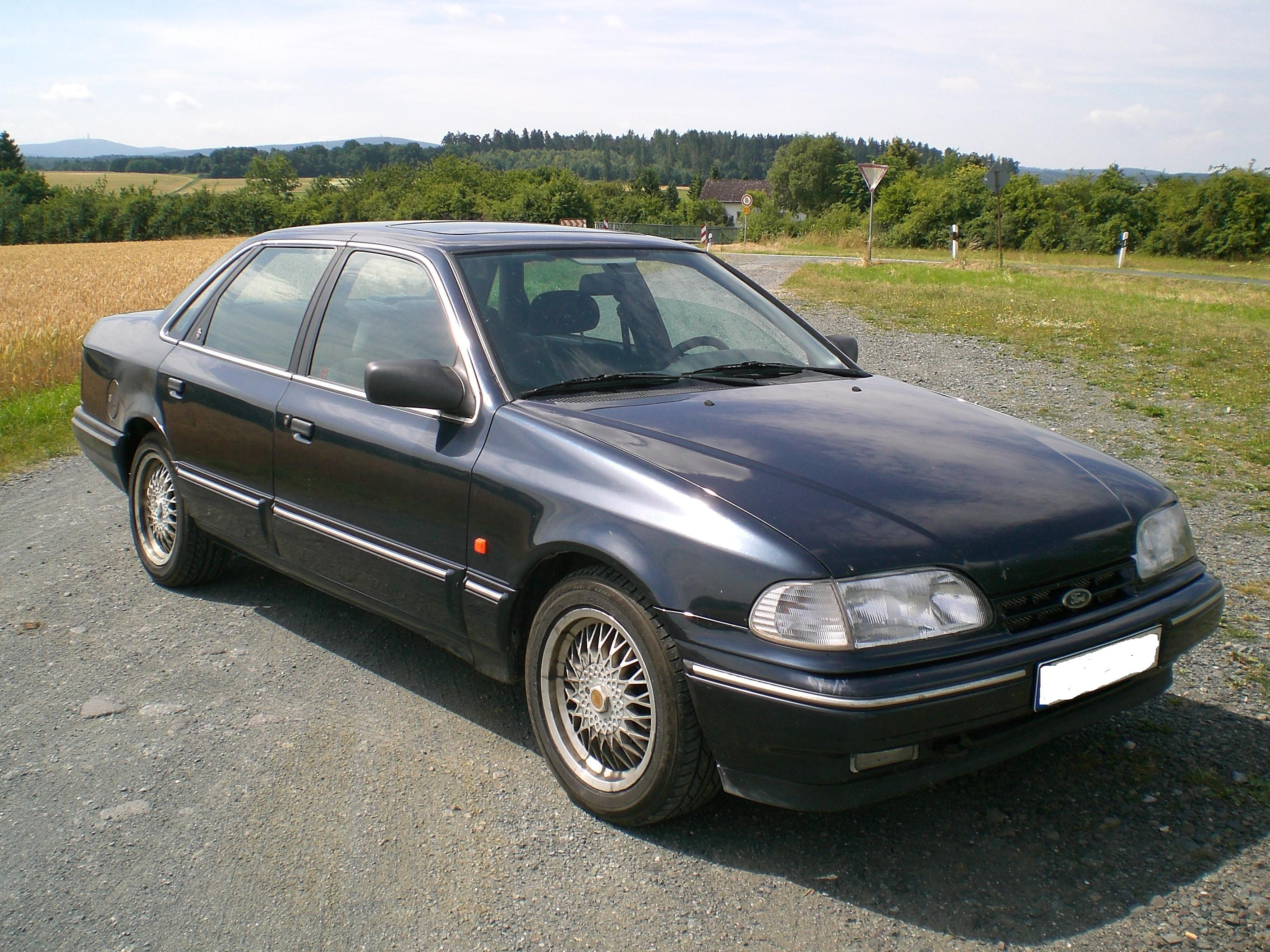
Scorpio restyling 1992

La prima serie presentata nel 1985, riprendeva l'impostazione tecnica della Ford Sierra (trazione sulle ruote posteriori) e poteva montare cinque differenti motori, tutti a benzina: due 4 cilindri OHC, da 1800 cm³ monoalbero a carburatore (90 CV) e 2000 cm³ da 100, 105 e 115 CV. La variante da 100 CV era dotata di iniezione elettronica multipoint e catalizzatore a tre vie, così come il motore 2.0 bialbero da 120 CV successivamente introdotto. Non potevano mancare inoltre le classiche unità a 6 cilindri, evoluzioni dei motori già adottati precedentemente su Taunus e Granada, ora proposti nelle varianti a dodici valvole da 2.4, 2792 cm³ e 2.9 litri, in un secondo tempo affiancati da un'unità più sportiva, il V6 Cosworth a 24 valvole da 2900 cm³. Su alcuni mercati era prevista anche una variante a gasolio, equipaggiata con il 2498 cm³ aspirato da 69 CV già in uso sulla precedente Ford Granada. Grazie alla linea estremamente aerodinamica, questa motorizzazione nonostante la potenza contenuta permetteva consumi ridotti e una velocità massima prossima ai 160 km/h. Nel 1986 la gamma si ampliò con la versione a trazione integrale 2.8 GL V6 4x4, successivamente affiancata dalla più lussuosa Ghia 4x4 e dalle varianti con catalizzatore da 145 CV e cilindrata aumentata a 2,9 litri.
Tre gli allestimenti interni previsti: CL, GL e Ghia. Nel Regno Unito e in Irlanda era venduta come Ford Granada, mantenendo il nome dell'antenata.
La nuova vettura riprendeva il concetto espresso dalla Sierra: una meccanica tradizionale montata su una carrozzeria modernissima, quasi rivoluzionaria. La Scorpio vantava infatti una linea molto aerodinamica, caratterizzata dalle ampie superfici vetrate laterali. L'abitabilità era eccellente in lunghezza (quasi un record per la sua categoria), nella norma in larghezza, per via dell'andamento rastremato del padiglione, soprattutto nella zona posteriore.

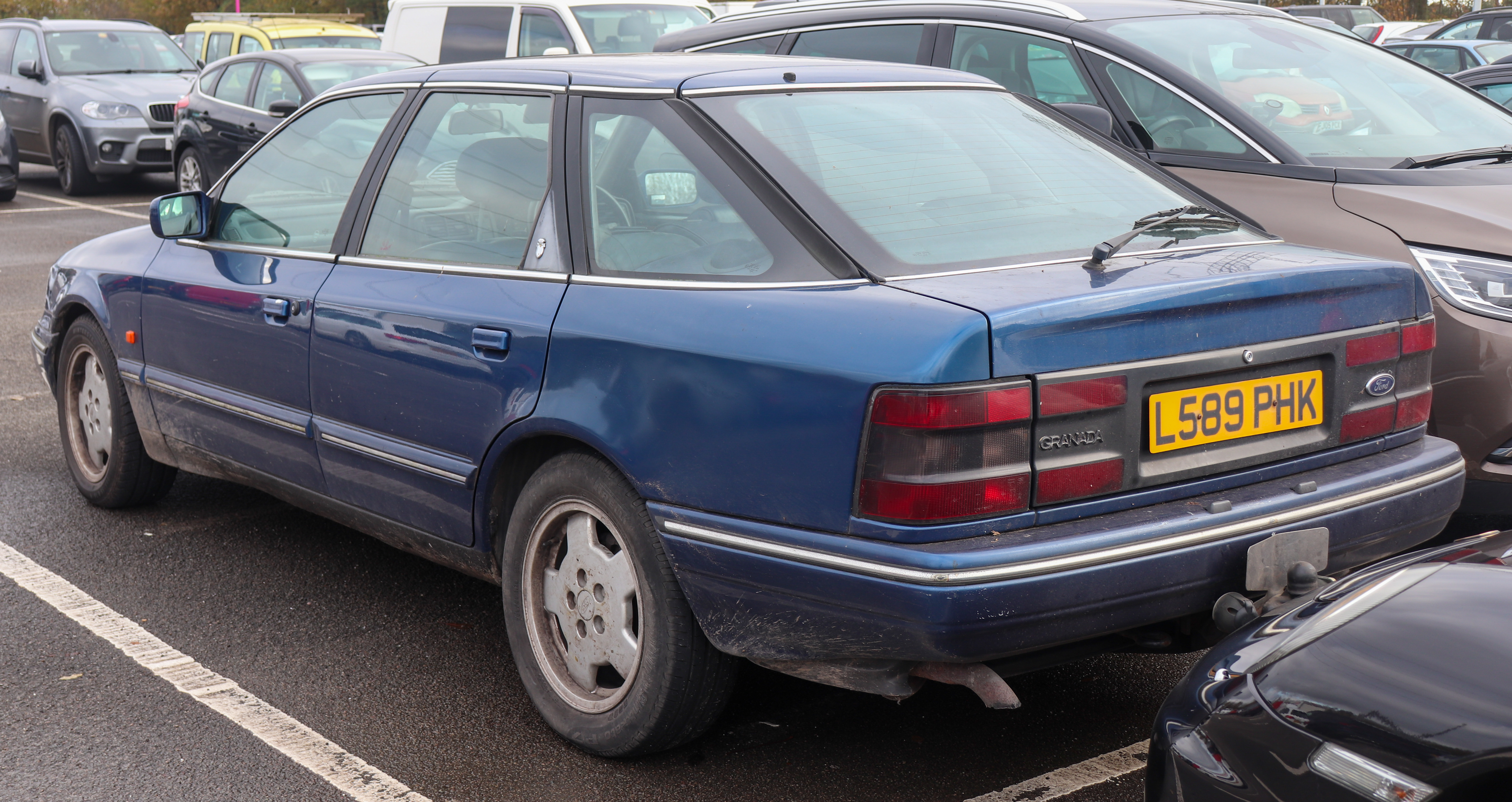
Versione 5 porte

Era un'auto concepita per essere più confortevole e lussuosa della Granada e mantenne fede a tale compito montando sedili regolabili elettricamente con regolazione lombare. Sul fronte della sicurezza fu in assoluto il primo modello europeo di massa a montare il sistema di ABS. La configurazione era quella classica da berlina hatchback di classe alta; le furono affiancate in seguito una versione a tre volumi, immessa sul mercato nell'anno 1990, e infine una station wagon (la Turnier), lanciata invece con il restyling del 1992. Oltre che in Germania, la Scorpio trovò un buon mercato anche in Inghilterra, dove per vari anni fu usata come vettura di servizio dalla Polizia, come accadde d'altronde anche nella sua patria d'origine.
Le vendite si posizionarono su un buon livello a livello europeo, nonostante la mancanza nei primi anni di una variante turbodiesel ormai proposta da molte concorrenti, e anche l'accoglienza da parte della critica fu buona, tanto che nel 1986 la Scorpio venne eletta Auto dell'anno.
Questa la gamma motori della prima serie (la variante a gasolio da 92 CV fu introdotta nel 1989):
| Benzina - 1.8 90 CV - 2.0 105 CV - 2.0i Kat 100 CV - 2.0i 115 CV - 2.0i Kat DOHC 120 CV - 2.4i Kat V6 131 CV - 2.8i V6 150 CV - 2.9i Kat V6 145 CV | Diesel - 2.5D 69 CV - 2.5TD 92 CV |

### Prima serie restyling: 1992-1994
La vettura venne aggiornata nel 1992 con alcuni lievi cambiamenti nella fanaleria anteriore e posteriore, nel disegno del cofano motore e del cruscotto. Venne ritirata dal mercato due anni dopo per lasciare spazio alla seconda serie. Tra le novità, la versione sovralimentata del motore Diesel 2.5 VM da 115 CV, che decreterà l'uscita dal listino delle unità di derivazione Peugeot, ormai datate.

### Motorizzazioni
| Modello             | Disponibilità        | Motore  | Cilindrata (cm³) | Potenza         | Coppia max (Nm) | Emissioni CO2 (g/km) | 0–100 km/h (secondi) | Velocità max (km/h) | Consumo medio (km/L) |
| 1.8                 | dall'esordio al 1988 | Benzina | 1796             | 65 kW (88 CV)   | 137             | n.d                  | 13,1                 | 179                 | 12,5                 |
| 2.0                 | dall'esordio al 1989 | Benzina | 1993             | 75 kW (102 CV)  | 154             | n.d                  | 11,5                 | 188                 | 12                   |
| 2.0i                | dall'esordio al 1989 | Benzina | 1993             | 83 kW (113 CV)  | 157             | n.d                  | 10,6                 | 193                 | 12                   |
| 2.0 Twin Cam        | dal 1989 al 1992     | Benzina | 1998             | 79 kW (107 CV)  | 171             | n.d                  | 11,7                 | 187                 | 13,1                 |
| 2.0i Twin Cam       | dal 1989 al 1994     | Benzina | 1998             | 87 kW (118 CV)  | 167             | n.d                  | 11,2                 | 192                 | 12,5                 |
| 2.8i V6             | dall'esordio al 1987 | Benzina | 2792             | 108 kW (147 CV) | 214             | n.d                  | 9,6                  | 208                 | 9,1                  |
| 2.9i V6 cat. 4X4    | dal 1990 al 1994     | Benzina | 2933             | 106 kW (144 CV) | 227             | n.d                  | 9,7                  | 201                 | 8,8                  |
| 2.9i V6             | dal 1987 al 1990     | Benzina | 2933             | 107 kW (145 CV) | 228             | n.d                  | 9                    | 208                 | 10                   |
| 2.9i V6 24V cat.    | dal 1991 al 1994     | Benzina | 2935             | 143 kW (194 CV) | 276             | n.d                  | 8,8                  | 225                 | 9,1                  |
| 2.5 Turbodiesel PSA | dal 1990 al 1992     | Diesel  | 2499             | 68 kW (92 CV)   | 201             | n.d                  | 14                   | 174                 | 13                   |
| 2.5 Turbodiesel     | dal 1993 al 1994     | Diesel  | 2492             | 85 kW (116 CV)  | 270             | n.d                  | 11,4                 | 195                 | 14,3                 |

## Seconda serie: 1994-1999
La seconda serie fu prodotta solo nelle versioni tre volumi e station wagon, seguendo una filosofia estetica del tutto diversa. La carrozzeria, abbastanza tradizionale, veniva risolta con un frontale e una coda apparentemente ispirati alle berline USA di quel periodo. Colpiva in particolare la zona anteriore con la grande calandra cromata e i fari tondeggianti, un aspetto d'insieme che nei paesi francofoni le valse il soprannome di "grenouille triste" (rana triste) e nelle isole britanniche, un mercato fondamentale per la Scorpio come vettura aziendale "executive", suscitò critiche e sarcasmo. Questo restyling costituì quasi un caso-limite negativo, nell'ambito delle automobili europee, di allontanamento dai gusti del pubblico di riferimento, episodio ancor oggi ammesso dagli addetti ai lavori, e ciò, unitamente con l'abbandono della carrozzeria due volumi, molto apprezzata nella serie di modelli precedente, determinò un tracollo del gradimento commerciale e relegò la grossa berlina Ford a un ruolo marginale sul mercato, fin quando la produzione cessò nell'estate del 1998. Lo smaltimento degli stock residui continuò per tutto l'anno successivo. La strategia Ford, con l'acquisizione del marchio inglese Jaguar nel 1989, prevedeva di coprire la fascia di mercato orfana della Scorpio con i modelli Jaguar più accessibili; a ciò si aggiunse l'acquisto proprio a fine 1998 della svedese Volvo Cars, che aveva una lunga tradizione di ammiraglie.

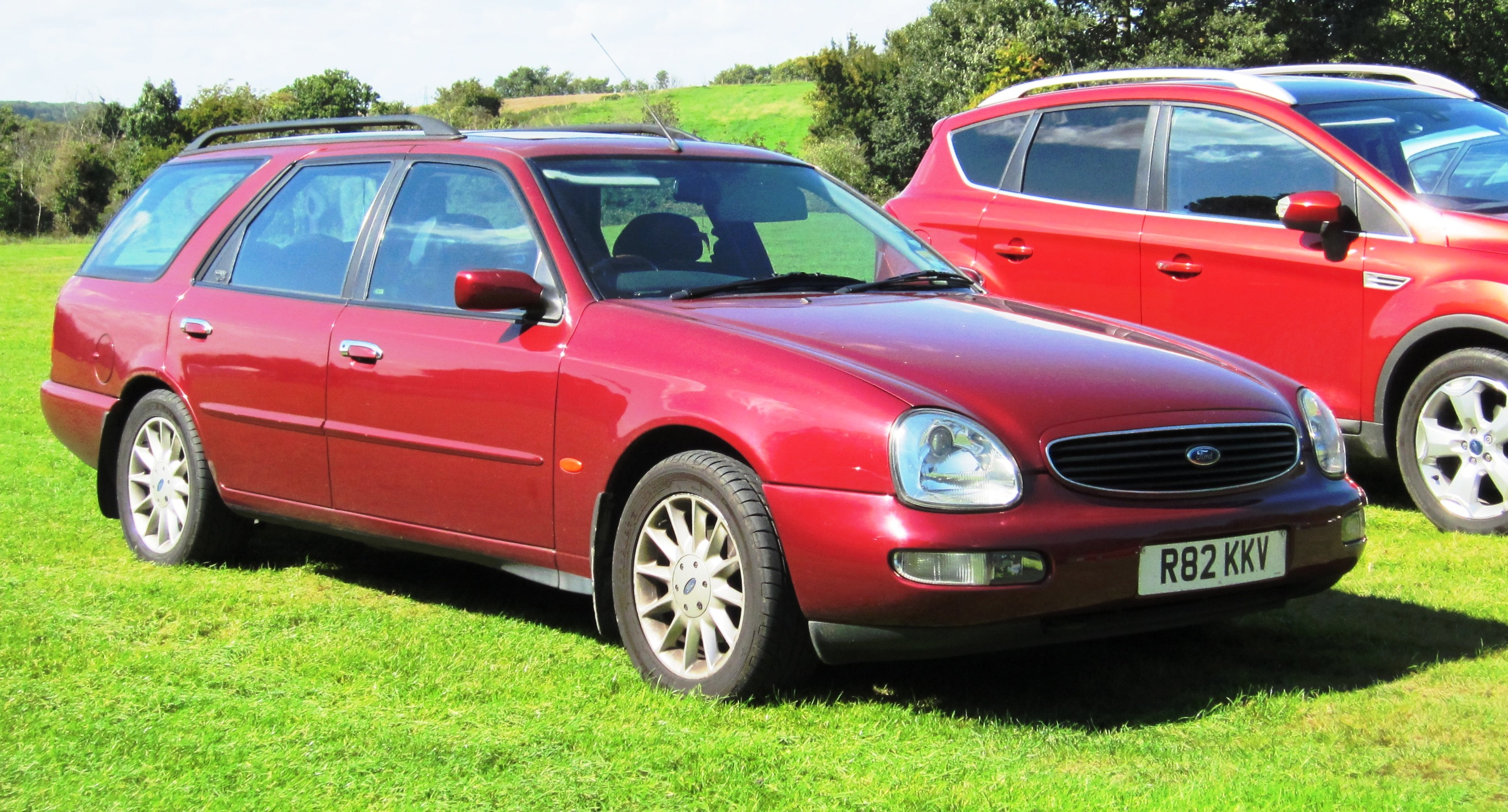
Scorpio SW Restyling

Nel 1998, venne eseguito un leggero restyling che, senza toccare i lamierati, consistette in fanali anteriori più scuri, in modo tale da rendere il frontale meno appariscente, e in fanali posteriori più squadrati, in modo tale da rendere il posteriore meno tondeggiante.
Nel 1999, molte altre marche automobilistiche ritirarono dal listino i loro veicoli d'alta gamma, come Opel, che decise di non continuare a proporre la Omega, e Honda, che ritirò la Legend. Nel frattempo anche la Rover 800 venne ritirata in favore della Rover 75. Le uniche case a proseguire con la produzione di nuove ammiraglie furono quelle tedesche e francesi; queste ultime, tuttavia, ottennero successo praticamente solo sul mercato nazionale.
La nuova generazione della Ford Mondeo II, uscita nel 2000 con dimensioni maggiori della precedente, nuove motorizzazioni anche a 6 cilindri fino a 3 litri e 227 CV, dimensioni attorno ai 4,8 metri e finiture ben curate, di fatto sostituì anche la seconda serie della Scorpio, che non aveva avuto il medesimo successo della prima generazione.
Le motorizzazioni della seconda serie furono:
| Benzina - 2.0 l 8v 115 CV - 2.0 l 16v 136 CV - 2.3 l 16v 143 CV - 2.9 l V6 12v 145 CV - 2.9 l V6 (Cosworth) 24v 204 CV | Diesel - 2.5 l TD 115 CV |

I modelli che montavano il 2.9 cm³ in versione Cosworth, erano equipaggiati anche con cruise control, traction control e cambio automatico 4 rapporti.

### Motorizzazioni
| Modello                   | Disponibilità        | Motore  | Cilindrata (cm³) | Potenza         | Coppia max (Nm) | Emissioni CO2 (g/km) | 0–100 km/h (secondi) | Velocità max (km/h) | Consumo medio (km/L) |
| 2.0i 16V cat.             | dall'esordio al 1998 | Benzina | 1998             | 100 kW (136 CV) | 175             | n.d                  | n.d                  | 207                 | 10,7                 |
| 2.3i 16V cat.             | dal 1997 al 1999     | Benzina | 2295             | 107 kW (145 CV) | 202             | n.d                  | 9.8                  | 210                 | 9,7                  |
| 2.9i V6 24V cat. Cosworth | dall'esordio al 1999 | Benzina | 2935             | 152 kW (207 CV) | 281             | n.d                  | 9                    | 225                 | 7,9                  |
| 2.5 Turbodiesel cat.      | dall'esordio al 1997 | Diesel  | 2492             | 85 kW (116 CV)  | 270             | n.d                  | n.d                  | 193                 | 12                   |
| 2.5 Turbodiesel           | dal 1997 al 1999     | Diesel  | 2492             | 92 kW (125 CV)  | 293             | n.d                  | 11.1                 | 198                 | 10,7                 |

## Riconoscimenti
- Auto dell'anno - 1986